# Pávíkovití
Pávíkovití (Rhipiduridae) je čeleď malých hmyzožravých ptáků z Australasie, jihovýchodní Asie a indického subkontinentu.

## Systematika
Čeleď pávíkovití je úzce příbuzná s čeleděmi lejskovcovití (Monarchidae) a drongovití (Dicruridae).
V rámci čeledi se rozlišují 4 rody ve 2 podčeledích, a sice:
- podčeleď Rhipidurinae:
  - Rhipidura – pávík (přes 50 druhů)
- podčeleď Lamproliinae:
  - Chaetorhynchus – drongo papuánský
  - Eutrichomyias – lejskovec modrý
  - Lamprolia – muchálek (2 druhy)